# District de Shimominochi
Le district de Shimominochi (下水内郡, Shimominochi-gun) est un district de la préfecture de Nagano au Japon doté d'une superficie de 271,51 km2.

## Municipalité
- Sakae

## Historique
- Le 1er avril 2005, le village de Toyota est annexé à la ville de Nakano.